# Karen Berger
Karen Berger, född 26 februari 1958, är en amerikansk serietidningsredaktör.
Hon studerade engelsk litteratur och konstvetenskap på Brooklyn College innan hon 1979 blev en assistent till Paul Levitz vid DC Comics. Berger tog senare över rollen som redaktör för honom under tiden han skrev Rymdens hjältar. Hon fortsatte på denna bana och var redaktör för House of Mystery, Alan Moores Swamp Thing-bok (efter Len Wein), Amethyst, Princess of Gemworld och Neil Gaimans The Sandman.
Berger var med vid skapandet av serieförlaget Vertigo 1993. Hon exekutiv redaktör på förlaget fram till 2013.
Berger är gift med Richard Bruning, som tidigare arbetade för DC.

## Källhänvisningar
1. ↑  Comics’ Mother of  ‘the Weird Stuff’ Is Moving On, The New York Times, 29 maj 2013